# الوعره العليا (حبيل جبر)

تعديل مصدري - تعديل

الوعرة العليا هي إحدى قرى عزلة حبيل جبر بمديرية حبيل جبر التابعة لمحافظة لحج، بلغ تعداد سكانها 145 نسمة حسب تعداد اليمن لعام 2004.